# Borderterrier
Border terrier er en hunderace af typen terrier. Racen er en jagthund af gruppen af gravsøgende hunde. Navnet kommer af det engelske ord for grænse, da racen oprindelig blev fremarvlet til brug for rævejagt i området omkring grænsen mellem England og Skotland.
En border terrier er en lille hund med en højde på 25 cm, og en vægt på 5-7,5 kg. Racen er brugt til at gå ned i rævegrave og jage byttet ud, som enten er en ræv eller en grævling. En Border terrier, kan også være en god gårdhund, som tager alle musene og rotterne, rundt på gården. En Border terrier er en glad hund, den elsker at løbe.
En Border terrier er en god familiehund og er glad for børn.
Den kan eventuelt. være hyrdehund. Agillity og lydighed, samt andre hundesport er gode, da racen elsker motion og anden form for beskæftigelse. Fantastisk klog race.